# Nelly Sachs
Nelly Sachs (născută Leonie Sachs, 10 decembrie 1891, Berlin – d. 12 mai 1970, Stockholm) a fost o scriitoare germană de etnie evreiască, stabilită în Suedia. În anul 1966 a câștigat Premiul Nobel pentru Literatură.

## Motivația Juriului Nobel
"...pentru importanta ei operă lirică și dramatică, operă care prezintă destinul evreilor cu emoționantă forță . ."

## Date biografice
Născută în Berlin, la 10 decembrie 1891, Nelly Sachs primește de timpuriu o complexă educație artistică, trăind într-o sferă cultivată, interiorizată, citind mai cu seamă legende, operele romancierilor germani, înțelepciunile Orientului. Primele poeme văd  lumina tiparului la îndemnul  Selmei Lagerlöf, cu care se afla în corespondență. Până la război trăiește retrasă, aproape necunoscută publicului. După venirea la putere a nazismului, aflându-se printre cei condamnați la exterminare, reușește să părăsească Germania împreună cu mama ei, datorită ajutorului Selmei Lagerlöf și a autorităților suedeze. Toți ceilalți membri ai familiei sunt uciși în lagărele de concentrare. A trăit restul vieții la Stockholm și a fost profund influențată de actele naziștilor de exterminare în masă. Pentru Nelly Sachs începe acea "fugă fără sfârșit", fuga de imaginile, visurile groazei.
După război, publică nu prea numeroase dar apreciate culegeri de poeme, dintre care unele în traducere suedeză. În versurile ei, sunt simboluri ale transformării (fluturele) sau morții (praf, fum, nisip). În ciuda amărăciunii, poemele Nelliei Sachs nu lasă să transpară ura, și în aceasta constă măreția lor.

## Opere

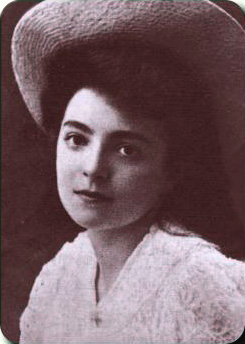
Nelly Sachs în 1910

- Legenden und Erzählungen (Legende și povestiri) (1921)
- Von Welle und Granit (Din val și granit), antologie a liricii suedeze a secolului XX (1946)
- In den Wohnungen des Todes (În sălașurile morții) (1947)
- Sternverdunkelung (Întunecare de stele) (1949)
- Und niemand weiss weiter (Nimeni nu știe mai departe (1957)
- Eli: Ein Mysterienspiel vom Leiden Israels (1950)
- Flucht und Verwandlung (Fugă  și transformare) (1959)
- Fahrt ins Staublose (Călătorie în Spațiul-fără-de-praf) (1961)
- Noch feiert Tod das Leben (Moartea încă mai sărbătorește viața) (1961)
- Zeichen im Sand (1962)
- Verzauberung (1970)
- Suche nach Lebenden (În căutarea celor vii) (1971)